# Галаад
Галаа́д или Гилеа́д (ивр. הגלעד‎ [Гиль’ад]), также Галаати́да и Перея (др.-греч. Περαία, лат. Peræa от др.-греч. περαρ «по ту сторону»), — историческая область Древнего Израиля на восточном берегу реки Иордан. Ныне находится на территории Иордании.
В ветхозаветные времена Галаадом называлась большая область к востоку от реки Иордан и к северу от Мёртвого моря. В греко-римское время называлась «Перея».

## История
До Исхода из Египта Галаад был разделён между аморейским царём Сихоном и рефаимским царём Огом (Нав. 12:2—5); население, по-видимому, в основном было аморейским:

Пошли сыны Махира, сына Манассиина, в Галаад, и взяли его, и выгнали амореев, которые были в нем— Чис. 32:39
Ещё в XIII веке до н. э. Галаад был завоеван и заселён евреями и достался в удел племени Манассии (Нав. 17:1).
В VIII веке до н. э. Галаад был захвачен Ассирией (4Цар. 15:29).

### Античность
В конце IV—III веке до н. э. греко-македонские завоеватели основали здесь ряд эллинистических городов, объединившихся в 63 году до н. э. в союз (так называемый Декаполис), под верховной властью Рима. Область изобиловала пастбищами, славилась скотоводством. Кроме того, в древние времена был знаменит галаадский бальзам — смесь из смолы и пряностей, которую использовали для заживления ран.
В конце II века до н. э. — I веке н. э. Галаад (Перея) был подчинён Иудее. При Ироде Антипе (4 год до н. э. — 39 год н. э.) была выделена в тетрархию («четвёртую часть государства»). В 68 году была завоёвана Веспасианом.
В христианской традиции Перея (Галаад) — место деятельности Иоанна Крестителя и Иисуса. Так, например, сказано, что Иисус из Галилеи шел в Иудею «За Иорданскою стороной», то есть через Галаад (Мк. 10:1)
В 636 году весь регион был завоёван арабами.

## В культуре
- В цикле романов Стивена Кинга «Тёмная Башня» главный герой, Роланд Дискейн, происходит из королевства, называемого Гилеад, впоследствии уничтоженного агентами Алого Короля.
- В стихотворении Эдгара По «Ворон» упоминается галаадский бальзам (как скрытая цитата из Библии, Иер. 8:22).
- В рассказе Пауло Коэльо «Пятая гора»
- В романе Лиона Фейхтвангера «Иеффай и его дочь»
- В романе Маргарет Этвуд «Рассказ служанки» и одноименном телесериале название «Республика Гилеад» носит вымышленное тоталитарное государство, созданное в результате государственного переворота на территории США
- Gilead Sciences, крупная фармацевтическая компания США, названа в честь галаадского бальзама.